# Ranietoje sierdce
Ranietoje sierdce (ros. Ранетое сердце, pol. Zranione serce) – debiutancki album studyjny białoruskiego zespołu rockowego Lapis Trubieckoj, wydany w czerwcu 1996 roku.

## Lista utworów
| Nr  | Tytuł utworu                | Oryginalna pisownia tytułu | Długość |
| --- | --------------------------- | -------------------------- | ------- |
| 1.  | „Au”                        | «Ау»                       | 3:20    |
| 2.  | „Lubowi kapiec”             | «Любови капец»             | 2:55    |
| 3.  | „Liwni osiennije”           | «Ливни осенние»            | 5:15    |
| 4.  | „Parieniok pod sledstwijem” | «Паренёк под следствием»   | 3:40    |
| 5.  | „Mietielica”                | «Метелица»                 | 4:00    |
| 6.  | „Zielenogłazoje taksi”      | «Зеленоглазое такси»       | 3:40    |
| 7.  | „Lubow'”                    | «Любовь»                   | 3:45    |
| 8.  | „Ranietoje sierdce”         | «Ранетое сердце»           | 5:30    |
| 9.  | „Nie dawaj”                 | «Не давай»                 | 5:15    |
| 10. | „Pastuszok”                 | «Пастушок»                 | 4:00    |
| 11. | „Cyki-cyk”                  | «Цыки-цык»                 | 2:45    |
|     |                             |                            | 44:05   |

## Twórcy
- Siarhiej Michałok – wokal, akordeon
- Alaksandr Rołau – wokal, gitara akustyczna
- Rusłan Uładyka – gitara
- Jahor Dryndzin – trąbka
- Waler Baszkou – gitara basowa
- Ihar Tchieł – harmonijka ustna
- Kanstancin Haraczy – klawisze
- Alaksiej Lubawin – perkusja[3]